# 索波丹村 (阿姆拉什縣)
索波丹村（波斯語：سپردان），是伊朗吉兰省阿姆拉什县兰库区沙布庫斯拉特鄉的一个村。2006年人口普查顯示該村人口为133人，分佈在42个家庭中。